# Espúrio Tarpeio
Espúrio Tarpeio (em latim: Spurius Tarpeius), ou apenas Tarpeio, era o encarregado por Rômulo de guardar o Capitólio durante a guerra contra os Sabinos. Seria a sua própria filha, Tarpeia, apaixonada por Tito Tácio, rei dos Sabinos, que iria abrir as portas ao inimigo.